# Polycitor nubilus
Polycitor nubilus är en sjöpungsart som beskrevs av Kott 1990. Polycitor nubilus ingår i släktet Polycitor och familjen Polycitoridae. Inga underarter finns listade i Catalogue of Life.